# Arabe bareqi
 (décembre 2020).
Si vous disposez d'ouvrages ou d'articles de référence ou si vous connaissez des sites web de qualité traitant du thème abordé ici, merci de compléter l'article en donnant les références utiles à sa vérifiabilité et en les liant à la section « Notes et références ».
L'arabe bareqi (en arabe : لهجة بارقية ) est une variété de l’arabe parlée à Bareq, en Arabie saoudite. Il est parlé dans de nombreuses villes et villages de cet oued.

## Caractéristiques
L'arabe bareqi a de nombreux aspects qui le différencient de tous les autres dialectes de cette langue. Sur le plan phonétique, il est semblable à la majorité des parlers yéménites et à la langue himyarite. Tous les variétés du bareqi partagent également la particularité inhabituelle de remplacer l'article défini al- par le préfixe am- . Les dialectes de nombreuses villes et villages de l’oued et de la région côtière se caractérisent par le fait qu’on a changé ج ( /dʒ / ) en un approximant palatal ي [ j ] (appelé /dʒ / yodisation).